# وست موراوا
وست موراوا رودی است که به گریت موراوا می‌ریزد. این رود از کشور صربستان می‌گذرد و طول آن ۳۰۸ کیلومتر (۱۹۱ مایل) است.